# Senecio inaequidens
Espèce
Senecio inaequidens, le séneçon de Mazamet ou séneçon du Cap, est une espèce de plantes à fleurs dicotylédones de la famille des Asteraceae (Composées), de la sous-famille des Asteroideae, originaire d'Afrique australe. Cette espèce a été introduite en Europe pour la première fois en Allemagne en 1889, et en France dans les années 1930, et s'est naturalisée dans une grande partie de l'Europe. La plante est parfois appelée « séneçon sud-africain ».
Cette plante offre la particularité de fleurir quasiment toute l'année, produit des alcaloïdes toxiques pour l'être humain et le bétail, et représente par là-même un danger pour l'agriculture.

## Description

### Morphologie générale et végétative
Plante herbacée vivace formant des touffes arrondies, d'une hauteur de 30 à 150 cm. Tiges glabres et grêles, nombreuses, très ramifiées dès la base et légèrement ligneuses. Feuilles persistantes, alternes, simples, linéaires, parfois irrégulièrement dentées, à nervure centrale saillante.

### Morphologie florale
Fleurs jaunes groupées en corymbes de capitules. Les capitules ont en moyenne 2 cm de diamètre. Fleurs externes ligulées, fleurs internes tubulées. Pollinisation entomogame ou autogame.

### Fruits et graines
Les fruits sont des akènes à pappus blanc ou argenté, plumeux. Dissémination surtout anémochore, parfois épizoochore.

## Histoire
Le Séneçon du Cap est originaire des hauts plateaux d’Afrique du Sud où on le trouve sous ses formes diploïde (qui possède 2 séries de chromosomes) et tétraploïde (qui possède 4 séries de chromosomes). Il s’est naturalisé dans d’autres régions à climat méditerranéen, mais aussi dans des zones à climat atlantique ou montagnard. On rencontre la forme diploïde en Amérique du Sud (Argentine et Mexique) et en Australie où il est identifié sous le nom de Senecio madagascariensis Poir. La forme tétraploïde, la plus agressive, est présente dans toute l’Europe, de l’Espagne à l’Irlande et du Danemark à l’Italie. En France, il se développe surtout en région méditerranéenne et dans le nord, mais se propage dans tout le pays à partir des voies de communication.
La tradition veut que la plante ait été introduite en France entre 1934 et 1936, par l'intermédiaire de graines accrochées à des toisons de moutons venues d'Afrique du Sud, importées par les usines de Calais et de Mazamet. Si, à l'origine, le séneçon du Cap ne s'est pas développé dans le Nord, il s'est vite répandu dans le Sud, en particulier dans l'Aude et les Pyrénées-Orientales, où beaucoup le considèrent comme un fléau. Il fait l'objet d'éradication par certaines collectivités par exemple sur la Dune du Pilat en Gironde. Il faut dire que la plante réunit un certain nombre d' « avantages » qui facilitent son expansion : elle fleurit toute l'année, avec une pollinisation soit entomogame, soit autogame ; ses graines, d'une grande longévité, sont facilement dispersées par le vent et les poils des animaux ; elle résiste bien aux incendies, qui semblent même faciliter sa croissance ; elle est toxique à la fois pour les plantes voisines et pour ses éventuels prédateurs, y compris la plupart des insectes et des herbivores (bétail, équidés, ânes, lapins, chèvres, moutons). C'est une plante hémérochore typique. Cependant, le Séneçon du Cap est maintenant présent dans le nord de la France.

## Distribution et habitat
Originaire d'Afrique du Sud, Senecio inaequidens a été introduit en Europe par des importations de laine. Sa présence a été signalée pour la première fois en 1889 en Allemagne, en 1922 en Belgique, en 1928 en Écosse, en 1935 en France et en 1947 en Italie. À partir de ces foyers, la plante a commencé à se propager dans d'autres pays européens dans les années 1970 et est considéré comme une plante envahissante dans nombre de ces pays.
D'abord rare dans les régions continentales, il s'est très bien adapté au climat méditerranéen : il constitue une espèce exotique envahissante dans nombre de départements du sud de la France et continue sa progression vers le nord : il abonde localement en Belgique et en Allemagne. Il est également très répandu dans le nord de l'Italie et en Suisse, où il figure sur la liste noire des néophytes envahissantes.

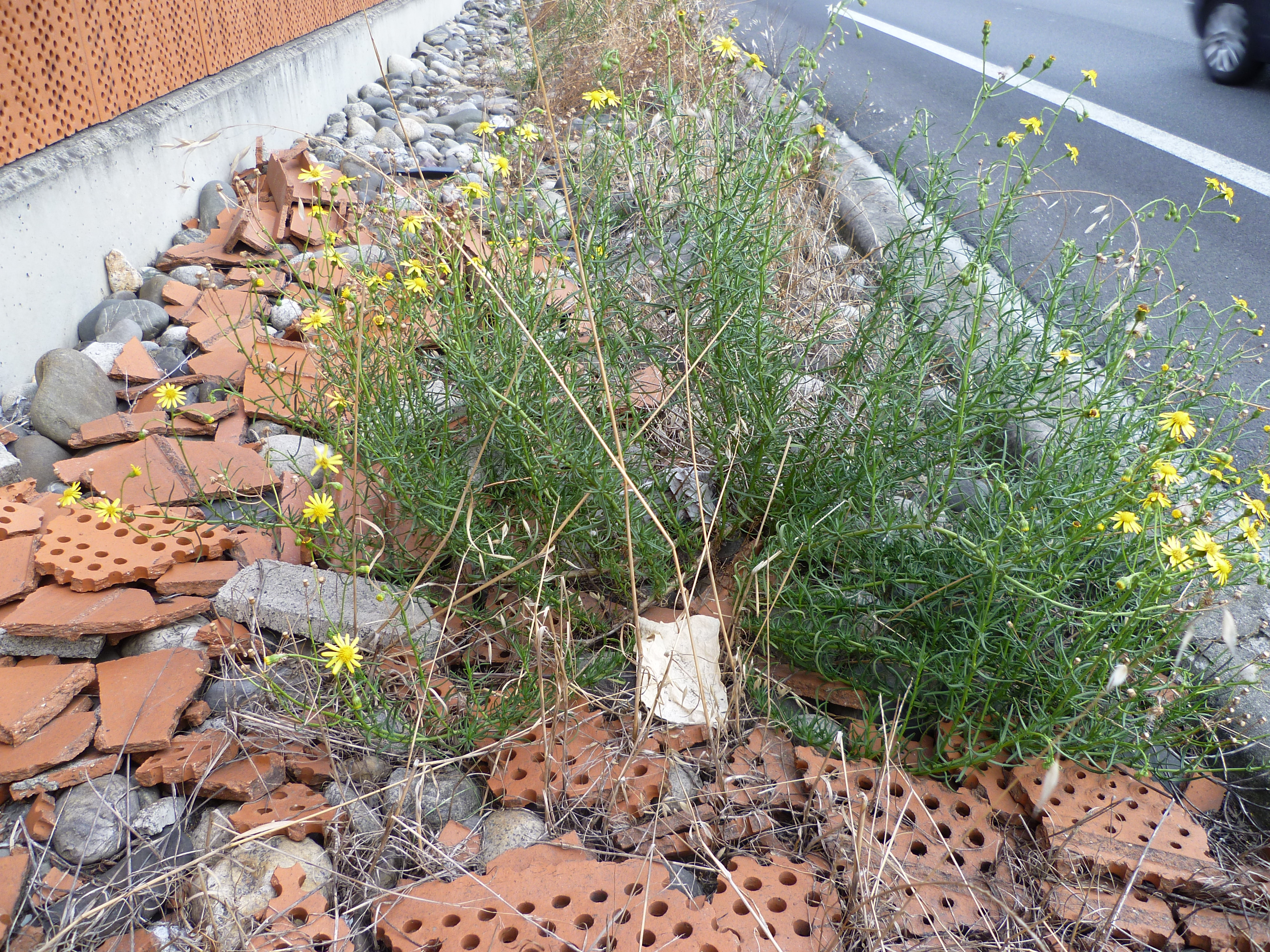
Au bord d'une voie rapide à Toulouse.

Dans son aire d'origine sud-africaine (Transvaal et Natal), Senecio inaequidens est une espèce de prairie du « highveld » (à des altitudes variant de 1400 à 2800 mètres), mais se trouve également sur les berges graveleuses des cours d'eau périodiquement inondées. Dans d'autres parties de l'Afrique australe, Senecio inaequidens se rencontre dans des habitats rudéraux , bien qu'on ne sache pas s'il est indigène ou introduit dans ces régions. 
Dans son aire d'introduction en Europe, l'espèce est opportuniste, capable de coloniser un large éventail d'habitats et peut pousser sur des substrats très variés, mais préfère les sols perturbés et bien drainés.
Elle pousse notamment dans les terrains vagues, au bord des routes ou des voies ferrées, de préférence sur sol acide, non argileux.
En Allemagne, on la rencontre parfois dans des habitats quasi naturels, tels que des affleurements rocheux et des dunes côtières.
En France, on la rencontre surtout dans le Sud et le Sud-Ouest, ainsi que le long de l'Atlantique, jusqu'en Normandie, mais aussi dans le Nord.
C'est une adventice des vignes et des vergers méditerranéens, se répandant très peu dans les autres cultures. 

## Écologie
La plante peut servir de nourriture à des chenilles de Pterophoridae. 

## Taxinomie

### Étymologie
- L'épithète spécifique, inaequidens, est un adjectif en latin botanique qui signifie « à dents inégales » et se réfère vraisemblablement à la variation de la dentelure du bord des feuilles qui peut s'observer même sur une seule plante[8].

### Synonymes
Selon The Plant List (23 octobre 2020) :
- Senecio harveianus MacOwan
- Senecio vimineus (auctt. non DC. & Harv.) DC.[9]
- Senecio vimineus Harv.

## Toxicité
Senecio inaequidens contient des alcaloïdes pyrrolizidiniques, substances hépatotoxiques. Plusieurs de ces alcaloïdes ont été isolés dans cette plante, principalement la  sénécionine et la rétrorsine, mais aussi sénécivernine, intégerrimine et un analogue de la rétrorsine. Ces substances peuvent induire, tant chez le bétail que chez l'homme, une hépatoxicité aigüe ou chronique, ainsi que d'autres effets toxicologiques.
L'ingestion par le bétail d'une grande quantité de séneçon du Cap dans une courte période de temps induit une  intoxication aiguë qui entraîne la mort rapidement. Une dose unique importante  mais non létale ou plusieurs doses plus faibles ingérées dans une période plus longue peuvent causer des maladies chroniques, notamment l'anorexie, la diarrhée et des symptômes du système nerveux, notamment  incoordination des membres postérieurs, cécité apparente et tremblements.
En Afrique du Sud, Senecio inaequidens est une mauvaise herbe des cultures céréalières et peut se retrouver dans le pain, provoquant une toxicité chez les consommateurs et peut-être même la mort. Les toxines de Senecio inaequidens peuvent également être détectées dans le lait des bovins qui se nourrissent de la plante, bien qu'elle soit généralement évitée par les animaux au pâturage.